# Taunah
Taunah (tiếng Ả Rập: التاعونة) là một ngôi làng Syria nằm trong phó huyện Awj ở huyện Masyaf. Theo Cục Thống kê Trung ương Syria (CBS), Taunah có dân số 1.056 trong cuộc điều tra dân số năm 2004. Cư dân của nó chủ yếu là Alawites.